# Walter Riml
Walter Riml (* 23. September 1905 in Innsbruck; † 21. Juni 1994 in Steinach am Brenner) war ein österreichischer Kameramann und Filmschauspieler.

## Leben
Der 2,05 m große Tiroler besuchte eine Kunstgewerbeschule und arbeitete in den zwanziger Jahren als Zimmermann und Innenarchitekt. Während der Wirtschaftsdepression arbeitete er als Stationsleiter beim Bau der Seilschwebebahn Igls-Patscherkofel. Als passionierter Skifahrer kam er 1926 in Kontakt mit dem Bergfilm-Pionier Arnold Fanck. Dieser engagierte ihn über seine Berg- und Sport-Film G.m.b.H. als Träger und Skiläufer für den Stummfilm Der große Sprung.
Beeindruckten zunächst seine skifahrerischen Künste, entdeckte Dr. Fanck bald auch das schauspielerische Talent von Walter Riml. An der Seite von Leni Riefenstahl, Hannes Schneider, Rudi Matt, Gustav Diessl und Ernst Udet spielte er z. B. in den Filmen Abenteuer im Engadin oder SOS Eisberg und konnte dort als Darsteller sein großes skifahrerisches Können und komödiantisches Talent zeigen. Fast legendär sein Part als Hamburger Zimmermann an der Seite von Guzzi Lantschner in den Filmen Der weiße Rausch und Nordpol – Ahoi!. Die beiden galten als deutsche Antwort auf das dänische Komikerduo Pat & Patachon. Nach Nordpol – Ahoi! gab es keinen Film mehr mit diesem komödiantischen Duo. Walter Riml erzählte später, dass dies auf Anweisung Goebbels geschah, der meinte, „dies ist kein deutscher Humor“. Verständlich wird die „Anweisung“, wenn man weiß, dass die Figuren der Hamburger Zimmerleute Tetje & Fietje vermutlich auf die jüdischen Vaudevillekünstler, die Gebrüder Wolf, zurückgehen.
Schon zu Beginn seiner Filmkarriere interessierte sich Walter Riml jedoch auch für das Kamerahandwerk. Bereits 1927 wurde er Kameraassistent bei Hans Schneeberger und Richard Angst. Er zählt daher zur Freiburger Schule.
Leni Riefenstahl engagierte Walter Riml 1930 als zweiten Kameramann und Standfotografen für ihren Film Das blaue Licht. Riefenstahl und Riml kannten sich aus der Zusammenarbeit mit Arnold Fanck. Die weltweit wohl berühmtesten Bilder von Leni Riefenstahl als Junta aus diesem Film sowie die meisten der bisher veröffentlichten Werkaufnahmen stammen von Walter Riml.
Danach wurde er von Leni Riefenstahl als einer von insgesamt 19 Kameraleuten für ihren Film Triumph des Willens verpflichtet. 1935 beauftragte sie Walter Riml für ihren geplanten Film Tiefland mit der Motivsuche in Spanien. Wegen ausbleibender Gelder musste die Suche später abgebrochen werden.
Riml blieb noch längere Zeit Spezialist für Berg- und Dokumentarfilme, dem zum Beispiel in den Luis-Trenker-Filmen Der Berg ruft und Liebesbriefe aus dem Engadin dank seiner Bergsteiger- und Skifahrerqualitäten mit dem damals noch sehr sperrigen Gerät spektakuläre Aufnahmen gelangen.
Die Zusammenarbeit zwischen Walter Riml und Arnold Fanck blieb auch nach der Machtergreifung der Nationalsozialisten bestehen. Mitte der 30er Jahre begleitete Walter Riml seinen Mentor auf die Reise nach Japan und war dort an dem Film Die Tochter des Samurai (1936) und Dokumentarfilmen, unter anderem Japans heiliger Vulkan, beteiligt.
Während des Zweiten Weltkrieges filmte er als Kriegsberichterstatter und stand für einige Kurz-Dokumentarfilme hinter der Kamera. Durch einen Bombenangriff 1944 in Berlin wurden viele seiner Unterlagen und Filmmaterialien, darunter allein über 30.000 Negativbilder der Japan- und Grönlandreisen, vernichtet. Geplante Filmprojekte mit dem amerikanischen Filmproduzenten Paul Kohner konnten dadurch nicht mehr realisiert werden.
Nach Kriegsende wurde Walter Riml zunächst als Kameramann von der amerikanischen Armee als Sonderberichterstatter engagiert. 1946 war er, gemeinsam mit Regisseur Eduard Wieser und Hubert Koffou am Aufbau des bis heute einzigen Tiroler Filmateliers (1946–1952) in Thiersee beteiligt. Bei sechs von den insgesamt 18 in Thiersee gedrehten Spielfilmen stand Riml hier hinter der Kamera. Auch bei dem in Tirol gedrehten Film Das doppelte Lottchen hatte er die Kameraführung.
Außerdem engagierte sich der Kameramann in der neugegründeten Filmgewerkschaft Tirols und war Stellvertreter des Obmannes, Theo von Hörmann.
Während der Dreharbeiten zum ersten österreichischen Farbfilm Kind der Donau mit Marika Rökk (1949) wurde Rimls einziger Sohn Christian geboren. Bei zahlreichen zeittypischen Heimatfilmen der nächsten Jahre stand Walter Riml hinter der Kamera. In Der schweigende Engel (1954) und Rosen-Resli (1954) filmte er den Kinderstar Christine Kaufmann. Auch bei dem 1955 gedrehten Harald-Reinl-Film Solange du lebst, einem Kriegsfilm mit Marianne Koch und Adrian Hoven in den Hauptrollen, hatte Walter Riml die Kameraführung. Noch oftmals arbeitete er mit Harald Reinl, mit dem er auch freundschaftlich verbunden war, zusammen.
Als einer der ersten westlichen Kameramänner fuhr er 1957 gemeinsam mit drei weiteren europäischen Kollegen in die Sowjetunion. Es entstand die Russland-Dokumentation Wir sahen mit unseren Augen – Russland heute. Mitte der 60er Jahre folgen viele Arbeiten für das aufstrebende neue Medium, dem Fernsehen. Riml steht für Professor Heinz Habers erfolgreiche TV-Serie „Unsere Nachbarn im All“, der österreichischen TV-Serie „Mario“, sowie der TV-Serie „Fenstergucker“ hinter der Kamera. Weiter entstanden Fernsehreportagen über bekannte Sportler wie Jesse Owens, Carl Kaufmann, Bubi Scholz, Jutta Heine oder Martin Lauer sowie Filmporträts über Freddy Quinn und Abi & Esther Ofarim. 1960 wurde Walter Riml für die erste Staffel der heute legendären Krimiserie Funkstreife Isar 12 für die ersten drei Folgen als Kameramann verpflichtet.
Bis 1962 war er für die Kameraführung in vielen bekannten Berg- und Heimatfilmen verantwortlich. 1962 wurde auch der amerikanische Regisseur John Sturges auf ihn aufmerksam und engagierte ihn als zweiten Kameramann für den Film Gesprengte Ketten (The Great Escape). Riml filmte dort die internationalen Stars Steve McQueen, Richard Attenborough und Charles Bronson.
Sein großes Können als Bergfilmspezialist wurde 1969 beim James-Bond-Film Im Geheimdienst Ihrer Majestät für die schwierigen Dreharbeiten der Berg- und Skiszenen nochmals nachgefragt.
Seine letzte Arbeit war 1970 eine Dokumentation für das US-Fernsehen zum Film The Last Valley mit Michael Caine und Omar Sharif.
Um seine Pension zu sichern, denn auch viele seiner Arbeitsnachweise wurden während des Krieges vernichtet, arbeitete Walter Riml noch 10 Jahre als Haushandwerker und Tischler in einem Innsbrucker Hotel.
Fast 89-jährig verstarb der ehemalige Kameramann am 21. Juni 1994 nach einer schweren Krebserkrankung.
In seinem langen Filmleben stand er für über 100 Spiel- und Dokumentarfilmproduktionen hinter der Kamera.

## Filmografie

### Darsteller
- 1927: Der große Sprung
- 1931: Der weiße Rausch
- 1932: Abenteuer im Engadin
- 1933: SOS Eisberg
- 1933: Nordpol – Ahoi!
- 1934: Der ewige Traum
- 1952: Karneval in Weiß

### Kameramann
- 1930: Stürme über dem Mont Blanc (Kameraassistent)
- 1930: Das blaue Licht (2. Kamera, Standfotografie)
- 1931: Der weiße Rausch (Kameraassistent)
- 1932: Abenteuer im Engadin (Kameraassistent)
- 1933: SOS Eisberg (Kameraassistent)
- 1933: Nordpol – Ahoi!/ Hoppla – Wir Beide (Kameraassistent)
- 1935: Triumph des Willens
- 1935: Ikerasak
- 1935: Anschlag auf Schweda
- 1935: Purzelbaum ins Glück (unvollendet)
- 1936: Das große Eis
- 1936: Die Tochter des Samurai
- 1936: Reis und Holz im Lande des Mikado
- 1936/41: Frühling in Japan (Kurz-Dokumentarfilm)
- 1936/41: Japans heiliger Vulkan (Kurz-Dokumentarfilm)
- 1936: Peter im Schnee
- 1937: Hänschen Klein
- 1937: Der Berg ruft
- 1938: Der König der Berge (Kurz-Dokumentarfilm)
- 1938: Liebesbriefe aus dem Engadin
- 1938: Steputat & Co.
- 1938: Spiel im Sommerwind
- 1938: Im Namen des Volkes
- 1939: Hochzeit mit Hindernissen
- 1939: Wer küßt Madeleine?
- 1939: Alarm auf Station III
- 1939: Weißer Flieder
- 1943: Josef Thorak – Werkstatt und Werk (Kurz-Dokumentarfilm)
- 1944: Harte Zeit, starke Kunst – Arno Breker (Kurz-Dokumentarfilm)
- 1944: Atlantik-Wall (Kurz-Dokumentarfilm)
- 1945: Sonderberichter (Kamera) bei der US-Armee, Division 777
- 1947: Wintermelodie
- 1947: Singende Engel
- 1948: Zyankali
- 1948: Anni
- 1948: Die Verjüngungskur
- 1948: Die Frau am Weg
- 1948: Weißes Gold
- 1949: Hexen
- 1950: Kind der Donau
- 1950: Der geheimnisvolle Wilddieb (The Mysterious Poacher)
- 1950: Das doppelte Lottchen
- 1951: Nacht am Mont Blanc
- 1951: Kleiner Peter, große Sorgen (Stadtpark)
- 1952: Karneval in Weiß
- 1953: Die Regimentstochter (Außenaufnahmen)
- 1952: Die Wirtin vom Wörthersee
- 1953: Junges Herz voll Liebe
- 1954: Rosen-Resli
- 1954: Der schweigende Engel
- 1955: Der Major und die Stiere
- 1955: Solange du lebst
- 1956: Kirschen in Nachbars Garten
- 1957: Die Zwillinge vom Zillertal
- 1957: Kleren maken de man
- 1957: Egon, der Frauenheld
- 1957: Almenrausch und Edelweiß
- 1957: Wir sahen mit unseren Augen: Russland heute (Reportage)
- 1958: Heimatlos
- 1958: Worüber man nicht spricht
- 1959: Heimat – Deine Lieder
- 1960: Stadt ohne Mitleid (Town Without Pity) (2. Kamera)
- 1960: Panzer nach vorn (Armored Command) (2. Kamera)
- 1962: Schneewittchen und die sieben Gaukler (kameratechn. Spezialeffekte)
- 1962: Gesprengte Ketten (The Great Escape)
- 1963: Sturm am Wilden Kaiser (Bergwind)
- 1968: Tschitti Tschitti Bäng Bäng
- 1969: James Bond 007 – Im Geheimdienst Ihrer Majestät (Spezialist für die Berg- und Schneeaufnahmen)
- 1971: The Last Valley (Dokumentation zu dem Film Das vergessene Tal für das US Fernsehen)